# Stazione di Théoule-sur-Mer
La stazione di Théoule-sur-Mer (in francese Gare de Théoule-sur-Mer) è una fermata ferroviaria posta sulla Marsiglia-Ventimiglia. Serve Mandelieu-la-Napoule, Francia.